# Brit Awards 2009
Les Brit Awards 2009 ont lieu le 15 février 2009 à l'Earls Court Exhibition Centre à Londres. Il s'agit de la 29e cérémonie des Brit Awards, présentée par Kylie Minogue, Mathew Horne (en) et James Corden et diffusée en direct à la télévision sur la chaîne ITV.
Cette édition voit le retour du prix du meilleur producteur britannique qui n'avait plus été attribué depuis les Brit Awards 1998.
La chanteuse Duffy devient la première interprète féminine à remporter trois récompenses lors d'une seule cérémonie.

## Interprétations sur scène
Plusieurs chansons sont interprétées lors de la cérémonie :
- Coldplay : Viva la Vida
- Duffy : Warwick Avenue
- Girls Aloud: The Promise
- Kings of Leon : Use Somebody
- Take That : Greatest Day
- Pet Shop Boys, Lady Gaga et Brandon Flowers : medley
- The Ting Tings et Estelle : Shut Up and Let Me Go / American Boy / That's Not My Name
- U2: Get On Your Boots

## Palmarès
Les lauréats apparaissent en caractères gras.

### Meilleur album britannique
- Rockferry de Duffy
  - Viva la Vida or Death and All His Friends de Coldplay
  - The Seldom Seen Kid d'Elbow
  - In Rainbows de Radiohead
  - We Started Nothing de The Ting Tings

### Meilleur single britannique
- The Promise (en) de Girls Aloud
  - Chasing Pavements d'Adele
  - Hallelujah de Alexandra Burke
  - Viva la Vida de Coldplay
  - Dance wiv Me de Dizzee Rascal feat. Calvin Harris et Chrom3
  - Mercy de Duffy
  - American Boy d'Estelle feat. Kanye West
  - Better in Time de Leona Lewis
  - Heartbeat de Scouting for Girls
  - Hero des finalistes de X Factor 2008

Note : Le vainqueur est désigné par un vote en direct des téléspectateurs.

### Meilleur artiste solo masculin britannique
- Paul Weller
  - Ian Brown
  - James Morrison
  - The Streets
  - Will Young

### Meilleure artiste solo féminine britannique
- Duffy
  - Adele
  - Estelle
  - M.I.A.
  - Beth Rowley (en)

### Meilleur groupe britannique
- Elbow
  - Coldplay
  - Girls Aloud
  - Radiohead
  - Take That

### Révélation britannique
- Duffy
  - Adele
  - The Last Shadow Puppets
  - Scouting for Girls
  - The Ting Tings

### Meilleur artiste britannique sur scène
- Iron Maiden
  - Coldplay
  - Elbow
  - Scouting for Girls
  - The Verve

### Meilleur producteur britannique
- Bernard Butler
  - Brian Eno
  - Steve Mac (en)

### Choix des critiques
- Florence and the Machine
  - Little Boots
  - White Lies

### Meilleur album international
- Only by the Night de Kings of Leon
  - Black Ice de AC/DC
  - Fleet Foxes de Fleet Foxes
  - Day & Age de The Killers
  - Oracular Spectacular de MGMT

### Meilleur artiste solo masculin international
- Kanye West
  - Beck
  - Neil Diamond
  - Seasick Steve
  - Jay-Z

### Meilleure artiste solo féminine internationale
- Katy Perry
  - Beyoncé
  - Gabriella Cilmi
  - Pink
  - Santogold

### Meilleur groupe international
- Kings of Leon
  - AC/DC
  - Fleet Foxes
  - The Killers
  - MGMT

### Contribution exceptionnelle à la musique
- Pet Shop Boys

## Artistes à nominations multiples
- 4 nominations :
  - Coldplay
  - Duffy

- 3 nominations :
  - Adele
  - Elbow
  - Scouting for Girls

- 2 nominations :
  - AC/DC
  - Estelle
  - Fleet Foxes
  - Girls Aloud
  - The Killers
  - Kings of Leon
  - MGMT
  - Radiohead
  - The Ting Tings
  - Kanye West

## Artistes à récompenses multiples
- 3 récompenses :
  - Duffy

- 2 récompenses :
  - Kings of Leon